# Mal-e Gap
Mal-e Gap (persiska: مل گپ, دلارس) är en ort i Iran.   Den ligger i provinsen Bushehr, i den centrala delen av landet, 800 km söder om huvudstaden Teheran. Mal-e Gap ligger 22 meter över havet och antalet invånare är 321.
Terrängen runt Mal-e Gap är huvudsakligen platt, men åt sydost är den kuperad. Runt Mal-e Gap är det ganska glesbefolkat, med 25 invånare per kvadratkilometer. Närmaste större samhälle är Delvār, 5,1 km söder om Mal-e Gap. Trakten runt Mal-e Gap är ofruktbar med lite eller ingen växtlighet.